# برنهارد برينك
برنهارد برينك (بالألمانية: Bernhard Brink)‏ هو مغني ومقدم تلفزيوني ألماني، ولد في 17 مايو 1952 في نوردهورن في ألمانيا.

## وصلات خارجية
- الموقع الرسمي
- برنهارد برينك على موقع IMDb (الإنجليزية)
- برنهارد برينك على موقع ميوزك برينز (الإنجليزية)
- برنهارد برينك على موقع ديسكوغز (الإنجليزية)
- برنهارد برينك على موقع قاعدة بيانات الفيلم (الإنجليزية)